# Ecliptopera phaula
Ecliptopera phaula es una especie de polilla de la familia Geometridae. La especie fue descrita por primera vez por Louis Beethoven Prout en 1933 con distribución en la Isla de Navidad.